# Notothenia
Notothenia – rodzaj ryb z rodziny nototeniowatych (Nototheniidae).

## Klasyfikacja
Gatunki zaliczane do tego rodzaju:
- Notothenia angustata
- Notothenia coriiceps – nototenia szerokogłowa[potrzebny przypis]
- Notothenia cyanobrancha
- Notothenia microlepidota
- Notothenia neglecta
- Notothenia rossii – nototenia marmurkowa[4]
- Notothenia trigramma

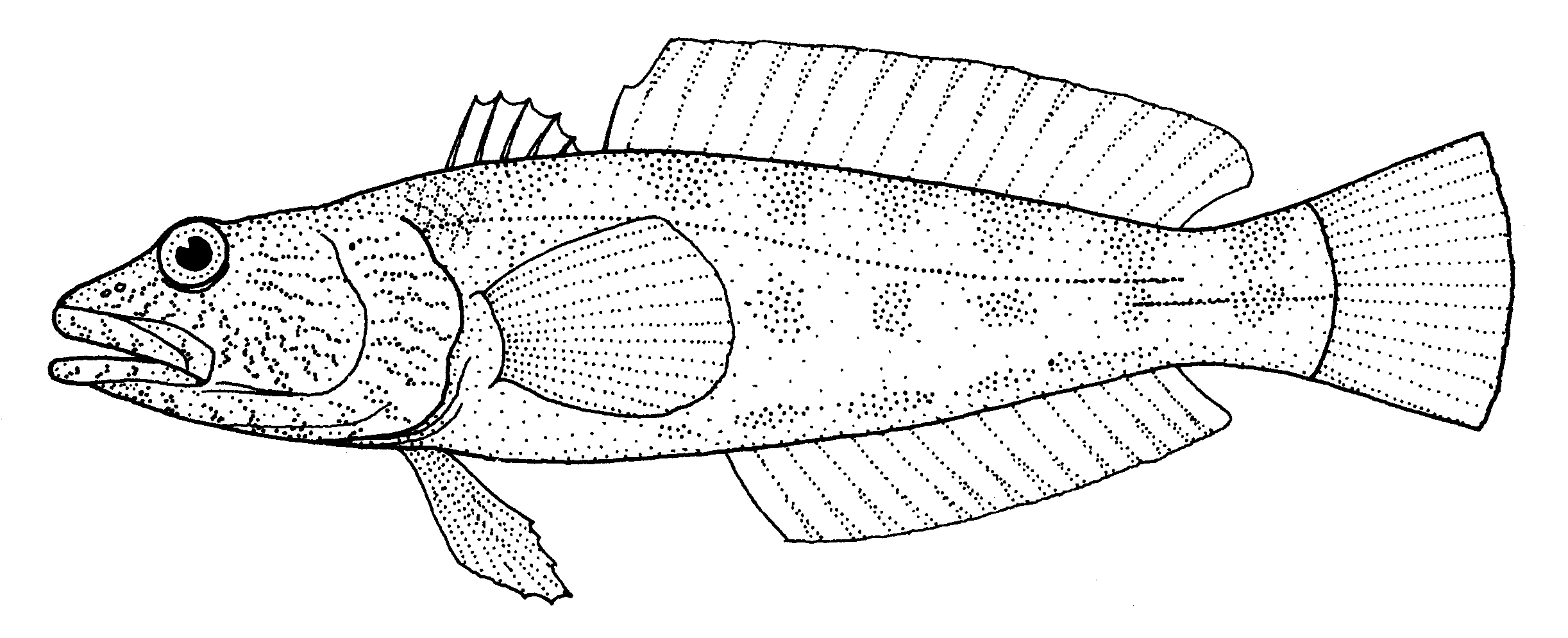
Notothenia angustata
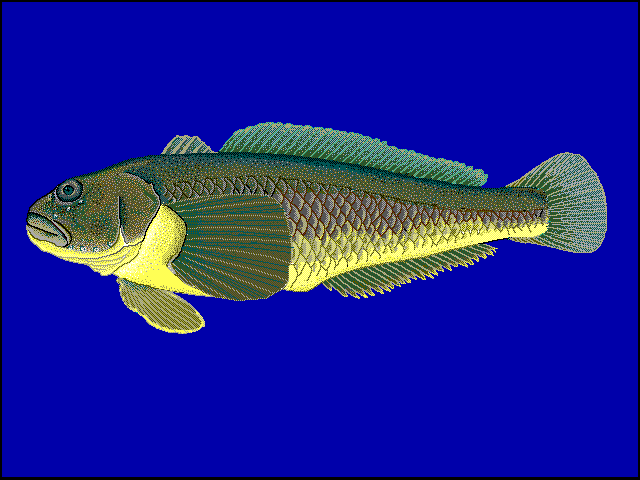
Notothenia coriiceps
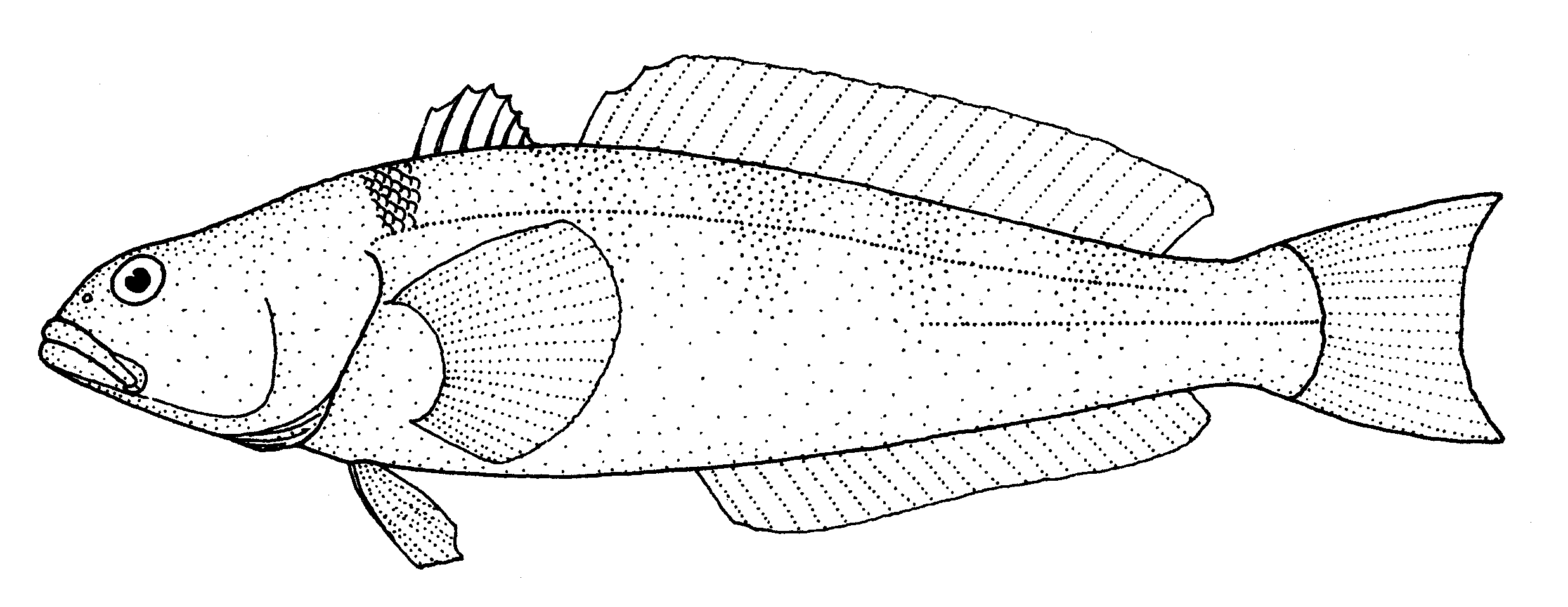
Notothenia microlepidota